# Aufgabenmanagement
Aufgabenmanagement oder englisch Task-Management umfasst das Planen, Verwalten, Überwachen und Umsetzen von Aufgabenstellungen.
Die damit verbundenen Tätigkeiten können somit Bestandteile z. B. des Projektmanagements oder Qualitätsmanagements sein und haben stets das Ziel, dass Aufgabenstellungen in einem vereinbarten Rahmen erfüllt werden.

## Rahmenbedingungen
Rahmenbedingungen stellen gleichzeitig auch die Zielsetzung des Aufgabenmanagements dar:
Eine Aufgabenstellung muss klar, eindeutig und verständlich formuliert sein, so dass sie möglichst ohne Rückfragen vom Verantwortlichen oder Ausführenden verstanden und übernommen wird. Sinnvollerweise wird die Aufgabenstellung dokumentiert, so dass diese auch im Zuge der Bearbeitung ständig verfügbar ist und so ein Abgleich von Anforderung und Realisierung erfolgen kann. Die Nachvollziehbarkeit der Inhalte ist somit auch die wesentliche Voraussetzung für Verbindlichkeit in der Erfüllung.
Ergänzend zum klaren Inhalt ist die Terminierung von Aufgaben notwendig, um den Realisierungszeitpunkt als – mit Übernahme der Aufgabenstellung – vereinbart betrachten zu können. Der Endtermin einer Aufgabe stellt gleichermaßen ein Ziel dar.
Eine weitere Zielsetzung ist das Budget oder der Aufwand, der für die Bearbeitung der Aufgabenstellung geplant wird. An dieser Vorgabe (idealerweise Vereinbarung) wird sich später ebenfalls der Verantwortliche messen lassen können – ob er die Aufgabe nicht nur termingerecht, sondern auch im Rahmen des vereinbarten Aufwands erfüllen konnte.
Da viele Aufgaben, insbesondere in größeren Unternehmen oder Organisationen, nicht nur vom Verantwortlichen ausgeführt und umgesetzt werden, ist es sinnvoll, die Aufgabenstellungen verschiedenen Ausführenden zuordnen zu können.

## Umsetzung
Es gibt verschiedene Formen, wie Aufgabenstellungen an die Verantwortlichen oder Ausführenden übergeben werden können – in Wort und Schrift, Bild und Ton, per Zeichengebung, und auf viele andere Arten. Allen Vorgehensweisen ist gemeinsam, dass die Inhalte zwischen dem Sender der Aufgaben und dem Empfänger vereinbart sein müssen und möglichst keinen Interpretationsspielraum lassen. Nach Übernahme der Aufgaben ist es nun Sache des Empfängers, Übernehmenden oder Verantwortlichen die Realisierung des Aufgabeninhalts sicherzustellen.
Bereits hier kommt das Managen von Aufgaben zum Tragen, da beim Erkennen von Störungen eine Rückmeldung an den Absender der Aufgabe von diesem erwartet wird. Nur so kann frühzeitig auf Störungen reagiert werden. Ferner liegt es in der Verantwortung des Aufgabenbearbeiters den Bearbeitungsstand einer Aufgabe zurückzumelden, um zum einen den Bearbeitungsfortschritt sowie auch das Ergebnis transparent zu gestalten.
Systematisches Aufgabenmanagement ist eng mit konsequentem Zeitmanagement verbunden bzw. ein notwendiger Bestandteil dessen.
Der Abschluss einer Aufgabe sollte ebenso vereinbart werden, wie der Arbeitsbeginn – und innerhalb z. B. einer Aufgabenübersicht sollte erkennbar sein, welche Aufgaben noch „in Bearbeitung“ und welche Aufgaben bereits „erledigt“ oder erfüllt sind.

## Controlling
Nach Erteilung einer Aufgabenstellung ist das Prinzip „fire and forget“ unangemessen, es sollte unbedingt sichergestellt werden, dass die Aufgabenbearbeitung nachgehalten wird, um so die Entwicklung der Bearbeitung mit den eigenen Erwartungen abgleichen und ebenfalls hier frühzeitig nach Bedarf gegensteuern zu können. Hier unterstützt ein durchgängiges Überwachen und entsprechendes Lenken die Aufgaben und Inhalte des Controllings. Durch Signale wie z. B. aufgabenspezifische Ampeln, die eine erwartungsgerechte Erfüllung der Aufgabenstellungen anzeigen, werden Funktionen eines Frühwarnsystems wahrgenommen.

## Nutzen
Aufgabenmanagement ist z. B. als Werkzeug des Lean-Projektmanagements dazu geeignet, „eine Beschleunigung der Projekte“ zu bewirken – verbunden mit potenziellen Wettbewerbsvorteilen, kürzeren Projektlaufzeiten und einer Verbesserung des Projekterfolges.